# Luís Pedro da Silva
Luís Pedro da Silva ,  — , ) foi um político brasileiro.
Foi tenente-coronel chefe do Estado Maior do Comando Superior da Guarda Nacional em Laguna e Lages (28 de dezembro de 1871).
Foi deputado à Assembleia Legislativa Provincial de Santa Catarina na 20ª legislatura (1874 — 1875).